# Jeannette Richardson-Baars
Jeanette Richardson-Baars is directeur van de Arubaanse Politieacademie en bekleedt de rang van hoofdinspecteur bij de Arubaanse politie. Op 19 juni 2012 werd zij door het Amerikaanse ministerie van Buitenlandse Zaken onderscheiden in het jaarlijkse rapport Trafficking in Persons voor haar inspanningen in de strijd tegen mensenhandel. Deze prestigieuze prijs is bedoeld om het publiek bewust te maken van moderne slavernij en was tot 2012 wereldwijd aan slechts 110 mensen toegekend. Toen ze van de prijs hoorde, zei Richardson-Baars: "Het is een gezamenlijke inspanning van de Aruba TIP Task Force. Ik zou niet als een held beschouwd kunnen worden zonder een geweldig team."

## Strijd tegen mensenhandel
Omdat ze geen budget had, ontwierp Richardson-Baars met haar pc posters in verschillende talen (vooral Papiaments en Nederlands), gericht op de lokale bevolking en toeristen. Door te pleiten bij de Nederlandse regering wist zij een landelijk memorandum te verkrijgen, waardoor slachtoffers van mensenhandel bescherming konden krijgen buiten het eiland Aruba. Richardson-Baars bracht via het interdepartementale comité waar zij een cruciale rol in speelde, sekshandel en slavenarbeid aan het licht.